# Stateless (Fernsehserie)
Stateless ist eine australische Dramaserie aus dem Jahr 2020, die teilweise auf der Geschichte von Cornelia Rau, einer Bundesbürgerin mit einer permanenten australischen Aufenthaltserlaubnis, basiert.

## Handlung
Die deutschstämmige Flugbegleiterin Sofie Werner flieht vor ihrem Leben, in dem sie von ihren Eltern bevormundet wird. Sie landet in einer obskuren Sekte. Nachdem Sofie erkannt hat, was wirklich hinter der Sekte steckt, flieht sie erneut. Auf der Flucht wird sie von den australischen Behörden festgenommen und in ein Internierungslager für Flüchtlinge gebracht. Dort trifft sie eine vierköpfige afghanische Familie, den australischen Familienvater Cam, der dort als Wache arbeitet, und auf die Regierungsbeamtin Clare, die von der Regierung dazu abkommandiert wurde, die Probleme im Flüchtlingslager zu lösen.

## Parallelen zum FallCornelia Rau
Im Jahr 2004/2005 wurde die deutschstämmige Flugbegleiterin Cornelia Rau für etwa zehn Monate versehentlich in einem australischen Flüchtlingslager interniert. Rau verschwand im März 2004 aus einem Krankenhaus für psychische Erkrankungen in Sydney. Im Februar 2005 wurde bekannt, dass sie fälschlicherweise erst im Frauengefängnis Brisbane und später im Baxter Detention Centre interniert war, da sie ihre wahre Identität nicht preisgeben wollte und daher von der australischen Einwanderungsbehörde als illegale Migrantin eingestuft wurde. Die Figur Sofie Werner beruht auf Cornelia Rau.

## Besetzung und Synchronisation
Die deutsche Synchronisation entstand nach einem Synchronbuch von Ariane Huth und Boris Tessmann unter der Dialogregie von Boris Tessmann im Auftrag der SDI Media Germany.
| Rolle          | Darsteller        | Episoden | Synchronsprecher  |
| -------------- | ----------------- | -------- | ----------------- |
| Sofie Werner   | Yvonne Strahovski | 1–6      | Sonja Spuhl       |
| Cam Sandford   | Jai Courtney      | 1–6      | Boris Tessmann    |
| Clare Kowitz   | Asher Keddie      | 1–6      | Katrin Zimmermann |
| Ameer          | Fayssal Bazzi     | 1–6      | Karim Chamlali    |
| Gordon Masters | Dominic West      | 1–6      | Viktor Neumann    |
| Pat Masters    | Cate Blanchett    | 1–6      | Bettina Weiß      |
| Margot         | Marta Dusseldorp  | 1–6      | Aline Staskowiak  |
| Brian Ashworth | Darren Gilshenan  | 1–6      | Hans Bayer        |
| Angie Sanford  | Maria Angelico    | 1–6      | Rieke Werner      |
| Sharee         | Rose Riley        | 1–6      | Maria Burghardt   |
| Elka Werner    | Catherine Wilkin  | 1–2, 4   | Isabella Grothe   |

## Episodenliste
| Nr.                                                                                 | Deutscher Titel                    | Originaltitel                        | Erstausstrahlung Australien | Regie             | Drehbuch       | Zuschauer (Australien) |
| ----------------------------------------------------------------------------------- | ---------------------------------- | ------------------------------------ | --------------------------- | ----------------- | -------------- | ---------------------- |
| 1                                                                                   | Unter welchen Umständen sie kommen | The Circumstances in Which They Come | 1. März 2020                | Emma Freeman      | Elise McCredie | 441.000                |
| 2                                                                                   | Incognita                          | Incognita                            | 8. März 2020                | Emma Freeman      | Elise McCredie | 363.000                |
| 3                                                                                   | Was richtig ist                    | The Right Thing                      | 15. März 2020               | Emma Freeman      | Belinda Chayko | 390.000                |
| 4                                                                                   | Sofie rennt                        | Run Sofie Run                        | 22. März 2020               | Jocelyn Moorhouse | Elise McCredie | 430.000                |
| 5                                                                                   | Panis Angelicus                    | Panis Angelicus                      | 29. März 2020               | Jocelyn Moorhouse | Belinda Chayko | 409.000                |
| 6                                                                                   | Der siebente Kreis                 | The Seventh Circle                   | 5. Apr. 2020                | Jocelyn Moorhouse | Elise McCredie | 469.000                |
| Die Veröffentlichung außerhalb von Australien erfolgte am 8. Juli 2020 auf Netflix. |                                    |                                      |                             |                   |                |                        |

## Produktion und Ausstrahlung

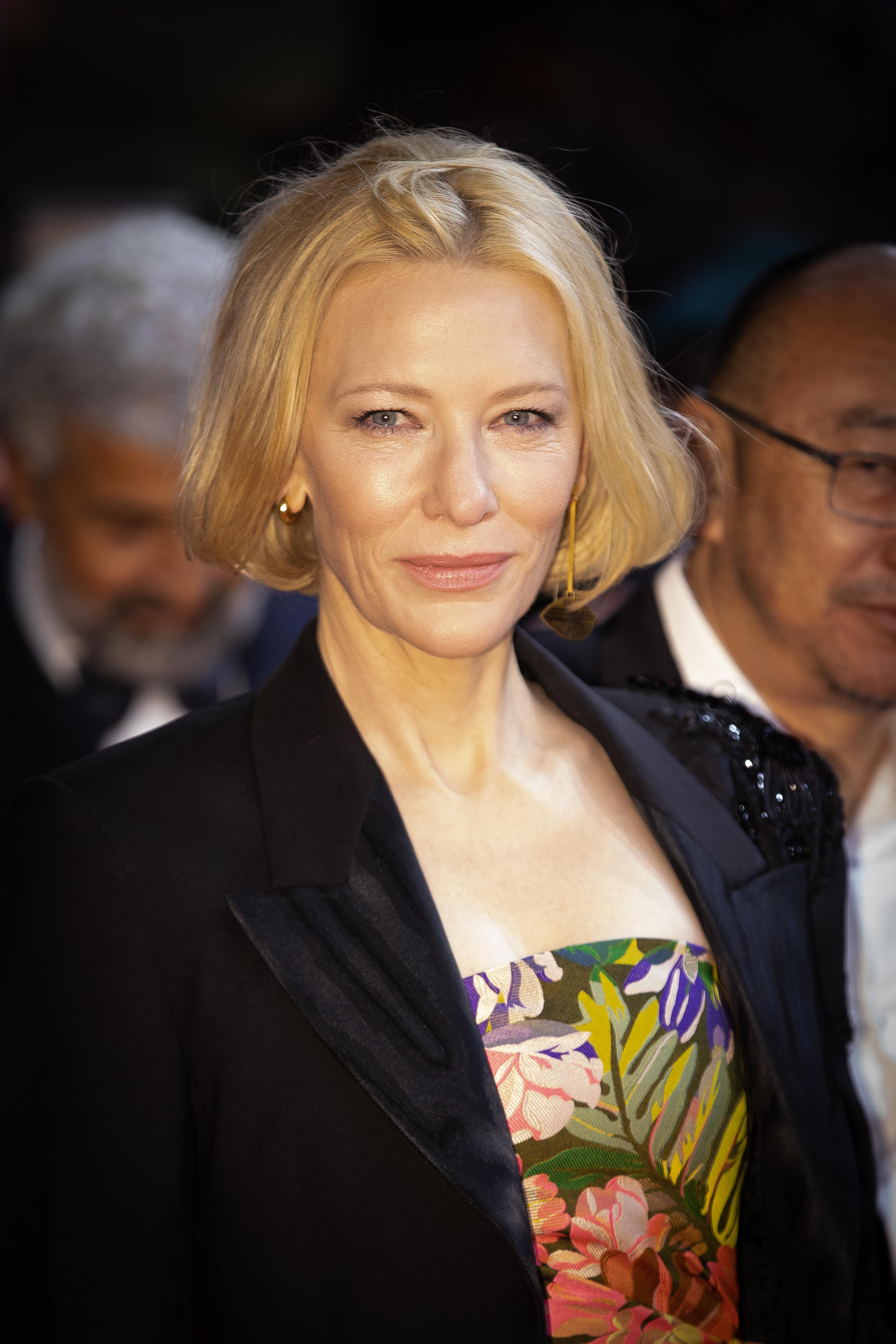
Cate Blanchett bei der Vorstellung von Stateless bei der Berlinale 2020

Die Dreharbeiten zu Stateless fanden ab Juni 2019 im Bundesstaat South Australia in den Adelaide Studios statt, die Außenaufnahmen für das Baxter Detention Center wurden in Port Augusta gedreht.
Die Premiere feierte Stateless auf der Berlinale 2020. In Australien begann die Ausstrahlung auf ABC am 1. März 2020. Netflix sicherte sich die Rechte und veröffentlichte am 8. Juli 2020 alle Folgen weltweit.
Mit Stateless hatte Cate Blanchett ihr Fernsehdebüt als Produzentin. Blanchett bezeichnet die Serie als ein Herzensprojekt und will damit auch auf die unmenschliche australische Flüchtlingspolitik aufmerksam machen.

## Rezeption
Die Serie wurde in den Medien recht positiv aufgenommen. In der Internet Movie Database hat die Serie ein Rating von 7,0/10 basierend auf etwa 900 abgegebenen Stimmen. Bei Metacritic wird die erste Staffel mit einer Wertung von 73/100 (basierend auf 17 Kritiken) bewertet, bei Rotten Tomatoes sprechen 75 % der Kritiker eine positive Bewertung aus.
In der Frankfurter Allgemeinen Zeitung schreibt Oliver Jungen, dass Stateless eine Fernsehserie ist, die psychologisch ergreifend, ästhetisch fulminant, narrativ raffiniert und inhaltlich konsequent ist und es schafft einen Plot, der nur in einem Internierungslager spielt, spannend wie einen Krimi und ergreifend wie eine Dramaserie zu inszenieren ohne dabei kitschig zu wirken.
Emily Thomey vom WDR ist der Meinung, dass den Machern eine gute Mischung aus Unterhaltung und Aufklärung über die Zustände in australischen Flüchtlingslagern gelingt und die Motive der Wachen, Journalisten und Demonstrierenden zu beleuchten. Sie lobt die komplexe Geschichte, die schauspielerischen Leistungen, das spannende Drehbuch und die surreale Kulisse in der Sonne Australiens.

### Auszeichnungen
"Stateless" wurde mit dem australischen Filmpreis AACTA Award in 12 Kategorien ausgezeichnet.
- "Best Telefeature or Mini Series"
- "Best Lead Actress in a Television Drama": Yvonne Strahovski
- "Best Lead Actor in a Television Drama": Fayssal Bazzi
- "Best Guest or Supporting Actress in a Television Drama": Cate Blanchett
- "Best Guest or Supporting Actor in a Television Drama": Darren Gilshenan
- "Best Screenplay in Television"
- "Best Cinematography in Television"
- "Best Editing in Television"
- "Best Sound in Television"
- "Best Original Score in Television"
- "Best Production Design in Television"
- "Best Costume Design in Television"